# Agnita
Agnita (pronunciació en romanès: [aɡˈnita] (en alemany: Agnetheln; en hongarès: Szentágota; Dialecte saxó de Transsilvània: Ongenîtlen) és una ciutat del riu Hârtibaciu al comtat de Sibiu, Transsilvània, al centre de Romania. Es considera la localitat del centre del país. La ciutat administra dos pobles, Coveș (Käbisch; Ágotakövesd) i Ruja (Roseln; Rozsonda).

## Demografia
Al cens 2011 hi havia 8.300 habitants, dels quals el 94,2% eren romanesos, el 2,9% hongaresos, l'1,5% gitanos i l'1% alemanys.

## Història
El primer document que l'esmenta és un contracte de venda de terres signat el 1280 per un Henric de Sancta Agatha. El 1376, Lluís I d'Hongria va concedir al poble el dret de celebrar un mercat. El 1466, Matthias Corvinus va concedir al poble el dret de dur a terme judicis (jus gladi) i va construir una fortalesa per defensar el Regne d'Hongria de l'Imperi Otomà.
Agnita, esmentada per primera vegada en un document del 1280, és una ciutat amb artesania tradicional, famosa pels antics gremis de curtidors, sabaters, sastres, boters i terrissaires, amb economia semi-rural. Aquí es troba una de les fortificacions camperoles més antigues de Transsilvània. Iniciat al segle xiii, es va amplificar successivament i va arribar a ser al segle xvii, tres recintes fortificats amb torres. El centre de la ciutat és una església amb tres naus (naus amb grades) i gira a l'oest (XV cap a l'any 1409). L'església ha sofert moltes transformacions. Les quatre torres de l'església fortificada - sabaters, sastres, ferrers i boters - demostren la força econòmica d'aquests gremis i van ser assignades a la defensa que aquelles porcions de la muralla en cas de conflicte armat.
El Museu de la Ciutat té una important col·lecció d'art medieval (cofres gòtics, arquitectura, escultura, ceràmica, etc.). El rei d'Hongria, Lluís d'Anjou, va conferir a Agnita (la nostra vila Zenthagata) al 1376, el dret de celebrar una fira anual el 24 de juny (dia de Sant Joan). Posteriorment, aquest dret es fa extensiu a les altres dues fires. El 1466, el rei hongarès va concedir a la ciutat el dret d'Agnita "ius Gladiator", és a dir, el dret a decidir i executar la pena de mort. El mateix any, es permet al poble mantenir la meitat de l'assentament contingent de tropes reials per defensar la seva pròpia ciutat davant l'església de caure en mans estrangeres, ja que era a prop de la frontera amb Valàquia. Fins al 1950, quan es va declarar la ciutat, va ser una fira Agnita habitual (Marktgemeinde).
El ferrocarril es va construir el 1898 anant des de Sighișoara a la terminal de l'estació de ferrocarril d'Agnita i es va estendre fins a Sibiu el 1910 amb una estació a Coveș. Tanmateix, el 1965 la ruta es va limitar a Agnita amb el tancament de la línia nord inclòs el tram per la ciutat. Com a resultat, es va construir una nova estació a l'oest, però el 2001 també es va tancar. La línia és un monument històric i hi ha un moviment actiu per restaurar tota la línia.

## Fills il·lustres
- Bernd Fabritius